# Tiempo (Nino D'Angelo)
Tiempo è l'album di svolta di Nino D'Angelo, pubblicato nel 1993, il disco non ebbe un successo di vendite ma fu molto apprezzato dalla critica in particolare da Goffredo Fofi.

## Tracce
1. Vita
2. Uocchie 'e mare
3. Nun me cride
4. Emilia
5. Tengo o sole
6. I giorni dell'amore
7. A verità
8. 'Mmiezz' 'a via
9. Musica
10. Emilia
11. Sule nu pensiero
12. Bambulè (con Gianluigi Di Franco)
13. Ciucculatina d'a ferrovia
14. Tiempo

## Formazione
- Nino D'Angelo - voce
- Giuseppe Narretti - chitarra, programmazione
- Maurizio Dei Lazzaretti - batteria
- Giovanni Imparato - percussioni
- Claudio Catalli - fisarmonica
- Stefano Senesi - pianoforte
- Massimo Gargiulo - tastiera
- Luciano Ciccaglioni - chitarra
- Dino Kappa - basso
- Fabrizio Mandolini - sax
- Cinzia Baccini, Barbara Grassi, Anna Pizzi, Alberto Laurenti, Toni Malce - cori